# Episodi di Escándalo - Storia di un'ossessione
La serie televisiva spagnola Escándalo - Storia di un'ossessione (Escándalo: Relato de una obsesión), composta da 8 episodi, è stata trasmessa in Spagna dall'11 gennaio al 1º marzo 2023 su Telecinco.
In Italia la serie è stata pubblicata sul servizio di streaming on demand Mediaset Infinity con due episodi alla settimana, dal 3 al 24 novembre 2023 e successivamente trasmessa in chiaro su La5 dal 7 agosto 2025.
| nº | Titolo originale             | Titolo italiano               | Prima TV originale | Pubblicazione Italia | Prima TV Italia |
| -- | ---------------------------- | ----------------------------- | ------------------ | -------------------- | --------------- |
| 1  | Síndrome de abandono         | Sindrome dell'abbandono       | 11 gennaio 2023    | 3 novembre 2023      | 7 agosto 2025   |
| 2  | Confía en mi                 | Spera in me                   | 18 gennaio 2023    | 3 novembre 2023      | 7 agosto 2025   |
| 3  | Recuerdos del pasado         | Ricordi dal passato           | 25 gennaio 2023    | 10 novembre 2023     | 14 agosto 2025  |
| 4  | Una verdad oculta            | Una oscura verità             | 1º febbraio 2023   | 10 novembre 2023     | 14 agosto 2025  |
| 5  | La polémica está servida     | La polemica è servita         | 8 febbraio 2023    | 17 novembre 2023     | Inedita         |
| 6  | Una tragedia sin precedentes | Una tragedia senza precedenti | 15 febbraio 2023   | 17 novembre 2023     | Inedita         |
| 7  | Otra relación secreta        | Un'altra relazione segreta    | 22 febbraio 2023   | 24 novembre 2023     | Inedita         |
| 8  | Huida                        | Fuga                          | 1º marzo 2023      | 24 novembre 2023     | Inedita         |

## Episodio 1
- Titolo originale: Síndrome de abandono

Una notte Inés tenta il suicidio buttandosi in mare, ma il giovane Hugo la salva; dopo averla riportata in casa, il ragazzo spoglia la donna dei vestiti bagnati per riscaldarla dal freddo. Inés inizia a baciare il ragazzo e, dopo averlo spogliato, i due finiscono per fare l'amore. Dopo il rapporto lei chiede a Hugo la sua età, e Inés scopre con sgomento che il ragazzo ha solo 15 anni.
Il nastro si riavvolge torna ad un momento in cui Inés, sentendosi poco bene, decide di fare un test di gravidanza che risulta positivo. Quando lo comunica al marito Antonio e alla figlia 14enne Ainara, i due hanno una brusca reazione: Ainara afferma di odiare sia la madre che il figlio che ella porta in grembo, mentre Antonio dice alla moglie di non voler un altro figlio. Rimasta sola col marito, Inés afferma che avere un altro figlio è la sua opportunità per essere amata da qualcuno; Antonio però le risponde che ciò non risolverà i suoi problemi e che nessuno l'amerà mai abbastanza.
Inés si reca in un negozio per comprare alcune cose per il nascituro, ma mentre siede su una poltrona per l’allattamento ha un aborto spontaneo e cade nello sconforto più totale. Dopo aver perso il bambino, Inés cerca conforto nel marito Antonio, ma l’uomo afferma di dover tornare al suo lavoro di avvocato e quindi non potrà rimanere con lei nella casa al mare, promettendo comunque di tornare a controllare dopo qualche giorno. Inés telefona alla figlia chiedendole di vedersi e passare del tempo insieme, ma Ainara rifiuta.
Una sera Inés organizza una cena per il ritorno del marito e della figlia, ma appena Antonio giunge a casa i due discutono prima per l'assenza di Ainara, che ha voluto rimanere in città, e successivamente per la situazione creatasi dopo la perdita del bambino; l'uomo afferma di essere stanco e di volersi separarsi dalla moglie. Antonio va via e Inés, rimasta sola, ripensa ai maltrattamenti subiti in gioventù dalla propria madre che le tornano in mente di continuo, e si getta in mare tentando di togliersi la vita. È proprio in quel momento che il giovane Hugo vedendola in acqua la raggiunge per salvarla. I due finiscono così per fare l'amore, poi la donna chiede a Hugo la sua età e lo invita a rivestirsi e ad andarsene; Inés spiega al giovane ragazzo che quello che è successo tra di loro non potrà più capitare, in quanto la loro differenza d'età (lei ha 42 anni e lui 15) è un enorme ostacolo; prima di lasciare la casa Hugo chiede il numero di telefono a Inés, la quale però rifiuta.
Nei giorni successivi, Inés aspetta la figlia all'uscita di scuola nonostante l'accordo di separazione da Antonio non sia ancora concluso. La figlia allontana la madre dicendo di essere impegnata nello studio e va via in compagnia di un'amica; intanto avverte suo padre della visita della madre, così Antonio telefona a Inés per ricordarle che la figlia al momento sta con lui e non deve importunarla. Nel frattempo la donna, ripensando più volte a Hugo, si ricorda del logo della scuola privata sulla maglietta del ragazzo, e dopo aver avviato una ricerca su internet lo raggiunge all'uscita dell'istituto, dove di nascosto si scambiano alcuni baci e Inés gli lascia il proprio numero di telefono.
Hugo ha un rapporto difficile con suo padre Tomás, rimasto vedovo quando la moglie Mercedes morì nel partorire proprio Hugo. Tomás ci tiene al benessere del figlio, ma Hugo lo respinge.
Inés e Hugo danno inizio a una relazione clandestina vedendosi di continuo a casa della donna. Un giorno si tiene una messa in ricordo di Mercedes, ma Hugo arriva quando ormai è già finita perché ha passato la notte con Inés svegliandosi tardi, così riceve uno schiaffo e viene duramente rimproverato dal padre, mentre il fratello maggiore Mauro gli dice che stavolta ha esagerato. Tomás decide di mandare Hugo in collegio per fargli mettere la testa a posto, e il ragazzo lo comunica a Inés dicendole che non potranno più vedersi: Inés decide allora di incontrare Tomás con l'intenzione di iniziare una relazione con lui in modo da poter stare sempre vicina a Hugo.

## Episodio 2
- Titolo originale: Confía en mi

Inés seduce Tomás e lo convince a riprendere con sé Hugo. Quando scopre che la donna è diventata la nuova compagna del padre, inizialmente il ragazzo si arrabbia ma poi tornano subito ad avere rapporti.
Quando in pubblico Inés si comporta affettuosamente con Tomás, Hugo reagisce in modo molto maleducato, ma poi il giovane si scusa col padre promettendogli di diventare una persona migliore, chiedendogli di poter rimanere a casa. Tuttavia, Tomás insiste per farlo tornare al collegio per un anno così da dimostrare che è cambiato davvero.
Un giorno Ainara, venuta a conoscenza della nuova relazione della madre con Tomás, va a casa loro con l’amica Julia per chiedere dei soldi alla madre e incontra brevemente Hugo, rimanendone attratta. Mentre portano Hugo a scuola, Tomás chiede ufficialmente a Inés di sposarlo.

## Episodio 3
- Titolo originale: Recuerdos del pasado

Mentre Inés si prepara al matrimonio, la sua amica Lola insinua che lo stia facendo solo per fare un dispetto ad Antonio; Inés allora rivela di sapere della relazione che lei e Antonio hanno da quando erano lui era ancora suo marito. Inés e Tomás si sposano, ma durante il ricevimento lei si isola con Hugo in un magazzino mentre Tomás inizia il suo discorso; Ana, la moglie di Mauro, va a cercarla, e Inés esce fingendo di aver cercato un bagno perché l’altro era occupato.
Mauro dice ad Ana di non approvare il matrimonio del padre con Inés, che conosce a malapena. Ana, che desidera un figlio ma non riesce a concepirne naturalmente uno con Mauro, gli propone l’inseminazione artificiale o l’adozione; lui però rifiuta, dicendo che si bastano l’un l’altra. Hugo è sempre più infastidito dalla relazione tra Inés e suo padre, e sfoga la rabbia picchiando un compagno di nuoto; Rafa, il professore di educazione fisica, decide di mettere una buona parola per lui ritenendo credibile la giustificazione del ragazzo, che giura di evitare altri guai.
Lola racconta ad Antonio che Inés sa di loro due, ma l’uomo resta indifferente. Lei però è preoccupata che Inés lo dica a suo marito Paco, che tradisce da un anno, e decide di lasciare Antonio essendo delusa dal suo atteggiamento sprezzante. I rapporti tra Inés e Hugo peggiorano di nuovo: lui la tratta con freddezza e disprezzo. Intanto, Antonio convoca Inés per comunicarle che, se dirà qualcosa a Paco o ad altri della relazione con Lola, le renderà la vita impossibile; le dice anche che Tomás e Hugo capiranno presto quanto lei sia asfissiante e bisognosa di attenzioni e affetto, e finiranno per odiarla.
Ana si confida con Inés: mentre lei può tranquillamente rimanere incinta, Mauro è infertile ma non riesce ad accettarlo e non intende adottare, temendo il giudizio del partito di cui fa parte in caso di adozione interrazziale. Frustrata, Ana ha tradito Mauro con Carlos, membro del partito rivale, ma ne è pentita e spera che in futuro lei e il marito trovino una soluzione.
Ainara chiede a Tomás di passare una serata insieme a lui e sua madre, ma in realtà lo fa per incontrare Hugo. Prima di andare al ristorante, Hugo saluta Ainara con un bacio sulla guancia e Inés inizia a sentirsi gelosa.

## Episodio 4
- Titolo originale: Una verdad oculta

Inés è ossessionata da Hugo e Ainara, tanto che durante una cena con Tomás e due amici si comporta in modo strano e fuori luogo, arrivando a chiudersi in bagno in lacrime quando la figlia non risponde al telefono. La serata finisce bruscamente e, appena tornata a casa, Inés se la prende con entrambi, che stavano semplicemente guardando un fim. Il giorno seguente, la donna si scusa.
Tomás, insospettito dal comportamento di Inés, la segue e scopre che ha mentito su sua madre, che aveva detto essere morta, ma che in realtà è internata in un ospedale psichiatrico. Più tardi, tornando a casa, sorprende Inés e Hugo mentre fanno sesso; il figlio gli rivela che lei lo ha sposato solo per poter stare con lui. Sconvolto e rimasto solo con Inés, Tomás ha un infarto; Inés lo guarda morire e chiama i soccorsi in ritardo. Inés propone di occuparsi della famiglia, ma Mauro rifiuta l’offerta, invitandola comunque a restare qualche giorno per sistemare le sue cose.
Hugo si sente in colpa per la morte del padre, come già si era sentito per quella della madre, morta di parto. Intanto, Inés cade in uno stato di profonda tristezza, e l’ex marito Antonio va a trovarla, preoccupato per Ainara, ma i due finiscono per litigare e Antonio la accusa di non essere mai stata amata, nemmeno dalla madre; mentre lui se ne va, Inés getta un vaso dal balcone senza tuttavia colpire Antonio, che se ne va definendola instabile.
Nel frattempo, Mauro riceve una proposta di trasferimento a Bruxelles con tutta la famiglia. Inés lo scopre da Ana, mentre Hugo lo viene a sapere direttamente dal fratello e dalla cognata, rimanendo deluso e arrabbiato per il fatto che Inés non verrà con loro. Fingendo di andare a nuotare, Hugo raggiunge la casa al mare di Inés, dove la salva da un secondo tentativo di suicidio in mare. Anche se lui vorrebbe restare con lei, Inés lo incoraggia a partire per il suo bene. Hugo si ribella, accusandola di non essere disposta a fare tutto il possibile per stare con lui.
Il mattino dopo, Mauro, mentre fa colazione con Ana e Hugo, scopre che sono sono state diffuse  alcune fotografie inequivocabili che ritraggono Ana e Carlos mentre hanno rapporti sessuali. Hugo capisce subito che dietro la loro diffusione c’è Inés.

## Episodio 5
- Titolo originale: La polémica está servida

Nonostante lo scandalo per il tradimento della moglie e la proposta di Hugo di restare a casa con lui, Mauro decide di partecipare a un evento del partito affermando che non ha nulla da nascondere. Arrivato all’evento, però, scopre che non è nella lista e perde la pazienza; la Presidentessa gli dice che, a causa del comportamento della moglie, non è più benvenuto e che perderà il posto a Bruxelles, consigliandogli di sparire dalla scena pubblica.
Hugo rimprovera per Inés aver danneggiato la reputazione di Mauro, che non se lo meritava. Intanto, Mauro decide di vendere la casa e separarsi da Ana, la quale sospetta che sia stata Inés abbia diffuso la notizia, avendone poi conferma da lei stessa. Mauro tenta di rimanere in contatto con il partito, ma ormai viene rifiutato da tutti e fatica sempre di più a mantenere la calma.
Hugo registra un video con Inés, che gli consiglia di cancellarlo. In seguito, Hugo incontra Ainara e Julia, che lo invitano a giocare a pallavolo. Inés riceve una chiamata dall'ospedale psichiatrico: sua madre sta male, ma Inés si oppone all’eutanasia, non per affetto, ma per il desiderio che soffra a causa delle violenze psicologiche da lei subìte per tutta la giovinezza.
Mauro, sentendosi escluso da tutti, confida a Inés di sentirsi una brutta persona e di meritarsi ciò che gli sta accadendo, e Inés gli consiglia di essere forte per Hugo, che si sente in colpa per la morte della madre. A quel punto Mauro rivela un segreto: una notte, mentre il padre era fuori per lavoro, vide sua madre parlare con un altro uomo, suo amante e probabile padre di Hugo; durante il litigio avvenuto subito dopo, Mauro fece cadere accidentalmente la madre dalle scale, inducendo il parto di Hugo, il quale non ha mai saputo la verità.
Nel frattempo, Ainara dà appuntamento a Hugo alle 17 per la partita di pallavolo, mentre Inés gli chiede di andare da lei alle 20. Mauro pensa di dire a Hugo la verità su loro madre, ma alla fine rinuncia. Hugo trascorre un bel pomeriggio con Ainara e le confida il suo dolore, dicendole che quando nuota in mare è come se il suo malessere sparisse; quando stanno per baciarsi, vengono interrotti da una chiamata di Inés, alla quale tuttavia il ragazzo non risponde. Intanto, Ana ripensa alle minacce di Inés e telefona a Mauro, ma lui la interrompe dicendole che vuole essere solo lasciato in pace. Hugo arriva tardi da Inés, che trova in lacrime e che lo sgrida per non aver risposto alle sue chiamate. Lui, stanco dei suoi drammi, se ne va. Inés inizia a tormentarlo con messaggi, e Hugo diventa sempre più insofferente.
Questa insofferenza si riflette anche nelle sue lezioni di nuoto, dove risponde male a compagni che lo prendono in giro. Inés raggiunge il ragazzo nello spogliatoio e si scusa con lui, ma Hugo le dice che si stanno spingendo troppo oltre e che dovrebbero fermarsi. Rafa, l'insegnante di educazione fisica, nota il disagio di Hugo con Inés (che giustifica la sua presenza dicendo di avergli portato delle medicine), e telefona a Mauro. Quando Hugo torna a casa, Mauro gli chiede del motivo della visita di Inés, dicendogli che ora più che mai devono restare uniti, e che se ha qualche problema deve dirglielo così potrà aiutarlo. Mentre Hugo fa la doccia, Mauro entra nella sua cameretta e, ispezionando il suo cellulare, trova il video che mostra Hugo e Inés durante un rapporto sessuale.

## Episodio 6
- Titolo originale: Una tragedia sin precedentes

Mauro, furioso, cerca vendetta contro Inés e la aggredisce, ma Hugo interviene e, dicendo che lei è l’unica che gli vuole bene, spinge il fratello giù da un balcone provocandone la morte. Inés dice alla polizia che Mauro si è suicidato a causa di una forte depressione, e convince Hugo a sostenere la sua versione. Quando una poliziotta chiede dei parenti del ragazzo, Inés afferma di essere rimasta solo lei, turbando Hugo.
Inés ignora il profondo disagio di Hugo e si preoccupa solo che lui non voglia più avere rapporti con lei, affermando che ora niente ptroà più dividerli. Hugo, sempre più angosciato, comincia a evitarla e preferisce passare il tempo con gli amici. Ainara, non riuscendo a contattarlo, va alla casa al mare pensando di trovarlo lì. Tuttavia, Inés non vuole che la figlia resti e la caccia, scatenando una lite, con Hugo che assiste da lontano. Ainara torna dal padre, in lacrime.
Hugo diventa sempre più instabile e, durante una lezione di nuoto, aggredisce un compagno e l’allenatore. Antonio va da Inés e le chiede spiegazioni per aver cacciato Ainara, minacciandola di toglierle la custodia se farà soffrire ancora la ragazza, dicendole infine che è pazza come sua madre. Hugo si scusa con Rafa, che accetta, ma gli dice che un giorno capirà che ogni azione ha delle conseguenze. L’allenatore intuisce che il malessere di Hugo non è solo legato ai lutti recenti e che il problema è Inés, ma il ragazzo rifiuta di parlarne. Seppure a malincuore, Rafa lo sospende per 15 giorni.
Lola cerca di ricucire il rapporto con Inés, che però la respinge e minaccia di rivelare a Paco la sua relazione extraconiugale con Antonio, ma lei le chiede di non farlo; Lola e Paco iniziano a notare l’eccessivo attaccamento di Inés a Hugo, nonostante lo conosca da poco. Rafa convoca Inés e le dice che Hugo sembra portarsi dentro qualcosa di grave da ancora prima della morte di Tomás  e Mauro, aggiungendo che stava per sospendere il ragazzo, ma che lui l’ha supplicato di non lasciarlo a casa, come se quel posto lo spaventasse. Inés appare turbata, ma nega ogni problema.
Ainara, ormai innamorata di Hugo, confessa a Julia di essere dispiaciuta per il suo silenzio, pensando sia dovuto alla depressione. Intanto, Inés visita la madre in clinica e le chiede perché non l’abbia mai amata e cosa abbia fatto di male per farsi odiare, e l’anziana le risponde semplicemente: “nascere”. Ainara torna alla casa al mare e trova Hugo, col quale si bacia.

## Episodio 7
- Titolo originale: Otra relación secreta

Hugo e Ainara stanno per avere un momento di intimità, ma si fermano subito perché il ragazzo non ha i preservativi, e lei non vuole correre rischi. Hugo si accorge di non aver avvisato Inés del ritardo, ma Ainara minimizza, definendo Inés una “vampira emotiva” che pretende sempre di più da chi le sta vicino. Hugo sostiene di saperla gestire, ma Ainara lo mette in guardia: Inés manipola chiunque, come ha fatto con lei e suo padre, facendoli sentire in colpa per non dare, secondo lei, abbastanza affetto. Tornato a casa, Hugo viene sottoposto a uno dei soliti interrogatori soffocanti da parte di Inés.
Nel frattempo, Rafa comunica alla squadra di nuoto che sono stati selezionati per una gara nazionale che si terrà a Madrid tra tre settimane, ma serve l’autorizzazione dei genitori. Antonio e Paco parlano dei comportamenti strani di Inés; inoltre Paco si accorge che la moglie, Lola, è tornata più affettuosa e pensa di essersi sbagliato nel sospettare un tradimento, mentre Antonio tace. Quella sera, Inés organizza una cena “romantica” con Hugo, ma l’arrivo improvviso di Lola, in un tentativo di riavvicinarsia all’ex amica, rovina il momento. Quest’ultima, notando la tavola apparecchiata, sospetta che Inés stia vedendo qualcuno e rimane piuttosto perplessa nel vedere Hugo, tornato con una bottiglia di champagne. Dopo la partenza di Lola, la serata finisce comunque come previsto; Hugo però ribadisce i suoi dubbi sulla natura del legame con Inés. Più tardi, chiama Ainara e fissano un incontro.
Il mattino dopo, Inés propone a Hugo un viaggio a Barcellona per un concerto che cade proprio nei giorni della gara di nuoto e lui, sotto pressione, accetta. Più tardi, Lola affronta Inés chiedendole se tra lei e Hugo ci sia qualcosa, allora Inés la minaccia, dicendo che, se parla, rivelerà a Paco che lei lo tradisce con Antonio, così lui le toglierà tutto. Ainara teme che Hugo si vergogni di lei perché ritiene che sia ancora troppo presto per far sapere ad altri che si stanno frequentando, ma lui spiega che, essendo Inés la sua tutrice, è l’unica che può evitare che i servizi sociali lo spediscano in un collegio o in una casa-famiglia, quindi per ora è meglio che lei non lo sappia. Inés li vede insieme mentre passeggiano sul lungomare e, accecata dalla gelosia, rovista tra le cose di Hugo e trova dei preservativi. Più tardi lo affronta e lo minaccia dicendogli che entrambi hanno molto da perdere: se li scoprono lei andrà in prigione, mentre lui andrà in un carcere minorile per aver ucciso il fratello, seppur involontariamente. Hugo, seppur a malincuore, rinuncia a vedere Ainara.
Il giorno dopo, Hugo salta lezione di nuoto. Rafa va da Inés  dicendoel di crede che il problema che angoscia Hugo abbia a che fare proprio con lei, perché sembra schiacciato da un peso molto pià grande di quello che può sopportare, avendo notato che da quando vive con lei è cambiato profondamente. Inés invita Rafa ad andarsene, dicendo che lei sa di cosa Hugo ha bisogno. Ainara rintraccia Hugo e, alla sua esitazione, gli dice che racconterà a sua madre della loro relazione. Hugo, notando l’auto di Inés nelle vicinanze, le promette che le spiegherà tutto quella sera in spiaggia.
Inés, per farsi perdonare, regala a Hugo un motorino come un gesto per chiedergli scusa. Poi riceve la notizia della morte della madre, che le riporta alla mente come la donna avesse ucciso, soffocandolo, il proprio marito, che lei riteneva un debole, obbligando la giovane Inés a tacere. Non trovando Hugo a casa, contatta prima Ainara, che non risponde, e poi Antonio, il quale si lascia sfuggire che la figlia è con un ragazzo nella casa al mare.
Alla fine, Hugo racconta tutta la verità ad Ainara: lui e Inés hanno una relazione da mesi, e lei aveva sposato Tomás solo per avvicinarsi a lui. Ainara è sconvolta e vuole coinvolgere il padre, che è un avvocato, per denunciare questo crimine. Hugo però ha paura, perché se Inés finirà in prigione, lui potrebbe essere accusato per la morte del fratello. Hugo spiega che quando la incontrò la prima volta pensava di proteggerla, ma poi la situazione è diventata sempre più sporca, tossica e ingestibile, finendo per sentirsi intrappolato; vuole tornare ad avere una vita normale, come un ragazzo della sua età. Ainara lo rassicura: troveranno una soluzione. Poco dopo Inés, nascosta dietro una tenda, li osserva mentre hanno un rapporto intimo.

## Episodio 8
- Titolo originale: Huida

Hugo e Ainara pianificano la loro fuga, sconvolgendo Inés. I ragazzi ricorrono a misure disperate per pagare il viaggio in treno: Ainara ruba dei soldi a suo padre, mentre Hugo vende al suo migliore amico il motorino che Inés gli aveva regalato; infine, i due si danno appuntamento al faro. Hugo visita la tomba del padre, scusandosi con lui e dicendogli che gli vuole bene.
Ainara torna a casa e trova entrambi i suoi genitori arrabbiati con lei dato che non si è presentata a scuola. Antonio lascia che sia Inés a parlare con la figlia, ma finiscono per discutere; più tardi Antonio dice alla figlia che non è arrabbiato con lei perché non è andata a scuola, ma perché gli ha mentito. Inés ha una crisi e, afferrato un coltello, fora le ruote del motorino di Hugo, il quale non riesce quindi a raggiungerein tempo  Ainara al faro. Invece, a presentarsi alla ragazza, che si sta bagnando per la pioggia ed è molto nervosa, è proprio Inés. La donna, completamente fuori di sé, abbraccia la figlia e le sussurra "perdonami" prima di pugnalarla a morte, pur di avre Hugo tutto per sé. Hugo raggiunge Ainara quando ormai è troppo tardi.
Inés viene interrogata insieme a Hugo. La polizia insiste affinché il ragazzo spieghi perché stava cercando di scappare di casa e se ha problemi familiari, ma il ragazzo continua a non dire niente. Paco e Lola ospitano Antonio, sconvolto per la morte della figlia; Paco, all’insistenza della moglie di rimanere insieme ad Antonio, capisce ormai che lui è l’amante della moglie, ma preferisce uscire senza fare altro. Lola, dopo averlo confidato ad Antonio, rivela alla polizia che Inés andava a letto con Hugo.
Tornati alla casa sulla spiaggia, i due ex amanti hanno una discussione difficile, e Hugo confessa a Inés che quando ha conosciuto Ainara ha capito che quello che provava per lei non era amore, aggiungendo di essere stanco della sua ossessione nei suoi confronti e del fatto che ha sfruttato le morti del padre e del fratello per legarlo a sé, obbligandolo a fare quello che voleva. Sebbene all’inizio lui avesse insistito per vedersi, dato che lei è un’adulta avrebbe dovuto capire che dovevano fermarsi. Inés, nonostante ciò innervosita dal fatto che Hugo preferisca Ainara a lei, si lascia scappare di sapere che i due avevano intenzione di scappare con un treno, dimostrando che li aveva spiati perché nessun altro poteva saperlo. Avendo capito che è stata Inés a uccidere Ainara, inorridito e disperato, Hugo si getta in mare lasciandosi annegare. Inés prova a fermarlo, ma non fa in tempo e il ragazzo muore.
La polizia arresta Inés e la accusa di pedofilia, ma lei sostiene che si trattava di amore. Ormai completamente folle, Inés viene internata nello stesso ospedale psichiatrico dove era ricoverata sua madre, finendo per diventare come lei, qualcosa che l’ha tormentata per tutta la vita.
Infine Lola, Antonio, Rafa e gli amici di Ainara e Hugo spargono le ceneri dei due giovani innamorati in mare.